# Ammonemertes erseusi
Ammonemertes erseusi är en djurart som tillhör fylumet slemmaskar, och som beskrevs av Gibson 1990. Ammonemertes erseusi ingår i släktet Ammonemertes och familjen Tetrastemmatidae. Inga underarter finns listade i Catalogue of Life.